# La langue ne ment pas
La langue ne ment pas (del francés: La lengua no miente) es un documental francés de 2003 basado en el diario de Victor Klemperer escrito durante el gobierno nazi de Alemania. El documental describe el uso de la lengua como instrumento de fomentación del antisemitismo.

## Sinopsis
La película relata cómo Victor Klemperer -originalmente de fe judía y convertido al luteranismo antes de la llegada de los nazis al poder- describe la opresión cotidiana del holocausto. El documental está narrado en primera persona intercalando fotografías personales e imágenes históricas para contar cómo el gobierno de Hitler utilizó el idioma como un medio de propaganda. Dadas las limitaciones de acceso a la información que sufría la comunidad judía, el relato no describe particularmente las grandes masacres (ya que el autor no las experimentó) y se concentra en la vida del ghetto de Dresde.

## Aportes del documental
El documental hace una descripción minuciosa de neologismos o palabras o expresiones cuyo uso se generaliza y se pone de moda, diseñadas por los nazis para manipular a la opinión pública y promover el antisemitismo en la población a través del uso diario del lenguaje común, o a través del que se edita o publica con el fin de influir en aquel. Un ejemplo es la palabra liquidar (liquidieren en alemán), usada en sustitución de matar o asesinar, y extrapolada de un término técnico usado en contabilidad, de forma tal que niega carácter humano a la víctima, desangelándola, haciéndola completamente anónima.
El foco sobre las prohibiciones diarias del gobierno nazi a la comunidad judía (limitación de uso del transporte público, de compra de ropa, de poseer medios de transporte propios, o medios de impresión básicos, y hasta de mascotas, entre varias más) muestra el gobierno de la Alemania nazi como autoritario partiendo de la falta de libertades básicas. Su trabajo en la fábrica, las deportaciones, los asesinatos y los suicidios de amigos, conocidos y demás personas, no ocultó a Víctor Klemperer la realidad que había tras las deportaciones de judíos a los campos de concentración.

## Publicación
El documental fue presentado en Hispanoamérica bajo el nombre español Idiomas no mienten por el canal eurochannel.